# 洛克人 (角色)
洛克人是電子遊戲洛克人系列中的一個人物，同時也是卡普空遊戲該系列的主角。現任配音員為福原綾香。角色設定為稻船敬二。現在為卡普空公司最知名的電子遊戲人物 。

## 名稱
日本國外名稱為「Mega Man」和日本名的「Rockman」不同，但兩者皆指同一個角色。更名原因為卡普空在替遊戲進行本地化時將遊戲標題“Rockman”變更為“Mega Man”。該名稱由時任美國卡普空的高級副總裁約瑟夫·莫里奇（Joseph Morici）提出，稱更改名稱僅僅是因為他認為“Rockman”這樣的名稱太糟糕，所以便想出了“Mega Man”這個名稱，並且公司員工很喜歡這個名稱，足以在美國發行的遊戲中使用 。

## 人物
原名洛克，是萊特博士製造的家用的清潔機器人，性別為男性。同是清潔機器人的蘿露是他的妹妹。編號是DRN.001。某天因為看到威利博士作亂，所以要求萊特博士將自己改造成戰鬥機器人，洛克因此改名為「洛克人」並展開冒險。主體色是藍色（更換不同武器時盔甲顏色也會隨之改變），其頭部內建超小型的電子頭腦，體內有EP ROM基板、超小型R.S.動力爐（Right Sloar Power Pile）為內臟。頭部是以太陽能為動力源。關節是磁力關節。耳朵是三個圓孔。腳部可利用空氣壓力來進行懸掛、滑翔、跳躍等動作。

## 個人資料
- 身長：132公分
- 體重：105公斤
- 年齢：人類年齢約10歳前後
- 最大出力：1500PS・1200rpm
- 最大力道：220kg-m・8500rpm
- 材質：鈦陶瓷合金（ライト・セラミカルチタン合金）（由萊特博士開發）

## 能力
洛克人的武器為攻擊力中等的「洛克砲（Rock Buster）」，戰鬥時手腕的拳可收縮出砲，利用太陽能壓縮的砲彈「太陽熱彈」攻擊，費時1/1000秒，相當快速。此還具備「武器轉換系統」，可更換為打倒的機器人的特殊武器（如剪刀人的「削切剪刀」），隨劇情進行洛克人打倒的對手越多可用的武器種類也隨之增加。在《洛克人4》時萊特博士將洛克人的武器升級成「新洛克砲」，升級後可用集氣攻擊。